# Сигиберт III
Сигиберт III (на латински: Sigibert III, Sigebert III; * 630; † 1 февруари 656) е франкски крал на частичното кралство Австразия през 633 – 656 г.

## Живот
Той е извънбрачен син на Дагоберт I от династията Меровинги и Рагнетрудис. Полубрат е на легитимния и по-малък Хлодвиг II.
През 633 г. баща му го издига, когато е на три години, за под-крал на Австразия под опекунството на Пипин Ланденски. След смъртта на крал Дагоберт I (638 или 639 г.) майордом на Австразия е Ото, възпитателят на Сигиберт III. Това води до въстание на Радулф, херцога на Тюрингия.
През 640 и 641 г. Сигиберт III провежда поход против тюрингите, при който кралските войски претърпяват поражение. По време на битката Гримоалд успява лично да спаси живота на младия крал Сигиберт III и така печели приятелството му. Гримоалд убива майордом Ото чрез алеманския херцог Леутар и през 643 г. става майордом. През следващите години Гримоалд ръководи практически напълно самостоятелно управлението на Австразия от името на краля.
Сигиберт III, понеже няма деца дълги години, осиновява Хилдеберт Осиновения (Childebertus adoptivus, Хилдеберт III Приемни), син на майордом Гримоалд.
Сигиберт III се жени след 646 г. за Химнехилда, с която има син и дъщеря. Сина му Дагоберт II определен за наследник на трона.
Сигиберт подарява два манастира в Малмеди и Ставело. Умира през 656 г. Неговият гроб в „Св. Мартин“ в Мец е от 11 век място за поклонение. От 13 век се покланят към него и в манастирите Ставело и Малмеди.

## Деца
- Дагоберт II (* 652; † 679)
- Билхилда († 675), 662 г. се омъжва за братовчед си Хилдерих II.